# Quebec-aftalen
Quebec-aftalen var et dokument, der opridsede betingelserne for atomar nedrustning mellem Storbritannien og USA. Aftalen blev underskrevet af Winston Churchill og Franklin D. Roosevelt 19. august 1943 i Quebec City, Canada.
Aftalen var nødvendig, fordi samarbejdet omkring atomvåben mellem USA, Storbritannien og Canada forløb så vanskeligt, at Churchill havde undersøgt muligheden for et rent britisk atombombe-projekt. I juli 1943 havde amerikanske embedsmænd opklaret nogle misforståelser omkring Storbritanniens motiver, og et udkast til aftalen blev udarbejdet.